# Dicionário Contemporâneo da Língua Portuguesa
O Dicionário Contemporâneo da Língua Portuguesa, mais conhecido no Brasil por Dicionário Caldas Aulete, e suas reedições, é um dos mais reconhecidos dicionários de língua portuguesa, desde a sua publicação em Lisboa, 1881. Iniciado por Francisco Júlio de Caldas Aulete, estava apenas concluída a letra A quando faleceu. O trabalho foi continuado por António Lopes dos Santos Valente (1839-1896) e outros  lexicógrafos.
À edição princeps de 1881 seguem-se, em Portugal, mais duas edições, a de 1925 e 1948 (com reimpressão em 1952). Em 1958, a obra tem a sua primeira edição brasileira, seguida de quatro reedições pela editora Delta: em 1964, 1974, 1980 e 1987. Em 2004 reaparece, em formato minidicionário, reeditada pela editora Nova Fronteira, a que se segue em 2005 o Caldas Aulete – Dicionário escolar ilustrado com a turma do Sítio do Pica-Pau Amarelo da mesma editora.
As edições do Dicionário Contemporâneo da Língua Portuguesa dividem-se em três séries: da primeira, fazem parte as edições portuguesas dos anos 1881, 1925 e 1948/1952; a segunda é composta pelas cinco edições brasileiras desse dicionário, dos anos 1958, 1964, 1974, 1980 e 1987; da terceira, faz parte a versão mini, e a sua versão infantil, publicada pela editora Nova Fronteira em 2004. São três momentos distintos da história do dicionário, com características específicas, decorrentes das mudanças nas condições de produção da obra.
Em 2007, toda a linha de dicionários Caldas Aulete passou para a Lexikon Editora Digital, do Rio de Janeiro, que lançou, no mesmo ano, duas novas versões: o Caldas Aulete de bolso, em parceria com a editora gaúcha L&PM, e a versão para computador, em parceria com o G1, o sítio de notícias da Globo. Esta versão, com características inovadoras, reúne a edição digitalizada do original do dicionário impresso, com c. 220 mil verbetes, e uma edição atualizada e com acréscimo de novos termos, com cerca de 86 mil verbetes, para acesso grátis pela Internet. Seu modelo é o de um dicionário aberto a constante atualização, ampliação e correção, e à colaboração do público, que poderá sugerir, de acordo com os contextos de uso da língua, sejam cronológicos, geográficos, de níveis de uso ou de área de atividade, novas palavras e locuções efetivamente em uso, ou novas acepções para termos já existentes. A intenção, com isso, é, sem necessidade de novas edições ou versões, manter um registro permanentemente atualizado da língua portuguesa tal como é falada e escrita em todos os tempos, em todos os lugares, em todos os níveis, em todos os meios e ambientes.

## Versãoonline
Em outubro de 2008, foi lançada a versão online do Caldas Aulete, o iDicionário Aulete. Nele é possível realizar consultas gratuitamente, segundo os próprios editores, em: "818 mil verbetes, definições e locuções em permanente atualização". É possível incluir o dicionário na caixa de busca do Firefox e do MS Internet Explorer, facilitando assim a consulta de termos em textos etc. Antes era necessário baixar cerca de 30MB, somente compatível com MS Windows, além de ter que se criar uma conta.
Atualmente há uma seção colaborativa, o iDicionário Aulete Coletivo, que pode ser modificado por todos os usuários, no sistema Wiki Wiki.

## Edições
1. Diccionario contemporaneo da língua Portuguesa. Lisboa: Parceria António Maria Pereira, 1881, dirigido por Santos valente e precedido de Plano da autoria de Caldas Aulete.
2. Diccionario contemporaneo da lingua portugueza. 2.ed. Lisboa: Parceria António Maria Pereira, 1925, actualizado por J. Timóteo da Silva Bastos.
3. Diccionario contemporâneo da língua portugueza. 3.ed. Lisboa: Parceria António Maria Pereira, 1948 (reimpresso em 1952), actualizado por Vasco Botelho de Amaral e Frederico Guimarães Daupiás.
4. Dicionário contemporâneo da língua portuguesa. 4.ed. Rio de Janeiro: Delta, 1958, consideravelmente aumentada e adaptada ao uso no Brasil.
5. Dicionário contemporâneo da língua portuguesa. 5.ed.. Rio de Janeiro: Delta, 1964.
6. Dicionário contemporâneo da língua portuguesa. 6.ed. Rio de Janeiro: Delta, 1974.
7. Dicionário contemporâneo da língua portuguesa. 7.ed. Rio de Janeiro: Delta, 1980.
8. Dicionário contemporâneo da língua portuguesa. 8.ed. Rio de Janeiro: Delta, 1987.
9. Minidicionário contemporâneo da língua portuguesa. Rio de Janeiro: Nova Fronteira, 2004.
10. Caldas Aulete – Dicionário escolar ilustrado com a turma do Sítio do Pica-Pau Amarelo, preparado pelo Conselho editorial dos dicionários Caldas Aulete. Rio de Janeiro: Nova Fronteira, 2005.
11. Dicionário escolar da língua portuguesa. Rio de Janeiro: Lexikon, 2012.